# Bricks and Mortar
Bricks and Mortar, född 2 mars 2014 i Kentucky, är ett engelskt fullblod, mest känd för att ha segrat i Breeders' Cup Turf (2019), samt blivit utsedd till American Champion Male Turf Horse (2019) och American Horse of the Year (2019).

## Bakgrund
Bricks and Mortar är en mörkbrun hingst efter Giant's Causeway och under Beyond the Waves (efter Ocean Crest). Han föddes upp av George W. Strawbridge Jr.. Han såldes för 200 000 dollar på 2015 års Keeneland September Sales till William H. Lawrence och Klaravich Stables, som ägdes av Seth Klarman. Han tränades under sin tävlingskarriär av Chad C. Brown och reds oftast av Irad Ortiz Jr..

## Karriär
Bricks and Mortar tävlade mellan 2017 och 2019, och sprang in 7 085 650 dollar på 13 starter, varav 11 segrar och 2 tredjeplatser. På grund av en nervsjukdom som påverkade höger bakben, gjorde han endast en start som fyraåring.
Han tog karriärens största seger i Breeders' Cup Turf (2019). Han segrade även i National Museum of Racing Hall of Fame Stakes (2017), Pegasus World Cup Turf (2019), Muniz Memorial Handicap (2019), Turf Classic Stakes (2019), Manhattan Handicap (2019) och Arlington Million (2019).

## Statistik
| #  | Datum            | Löp                                           | Bana             | Grupp      | Distans      | Plac. | Marginal      | Tid     | Jockey         |
| -- | ---------------- | --------------------------------------------- | ---------------- | ---------- | ------------ | ----- | ------------- | ------- | -------------- |
| 1  | 18 februari 2017 | Maiden                                        | Gulfstream Park  |            | 1 ⁄16 miles  | 1     | 1 3⁄4 längder | 1:43.04 | Joel Rosario   |
| 2  | 9 juni 2017      | Allowance                                     | Belmont Park     |            | 1 mile       | 1     | 3⁄4 längd     | 1:34.64 | Joel Rosario   |
| 3  | 4 juli 2017      | Manila Stakes                                 | Belmont Park     | Black Type | 1 mile       | 1     | hals          | 1:33.12 | Joel Rosario   |
| 4  | 4 augusti 2017   | National Museum of Racing Hall of Fame Stakes | Saratoga         | \|\|       | 1 ⁄16 miles  | 1     | 3⁄4 längd     | 1:39.47 | Joel Rosario   |
| 5  | 2 september 2017 | Saranac Stakes                                | Saratoga         | \|\|\|     | 1 ⁄8 miles   | 3     | ( 3⁄4 längd)  | 1:46.18 | Joel Rosario   |
| 6  | 7 oktober 2017   | Hill Prince Stakes                            | Belmont Park     | \|\|\|     | 1 ⁄8 miles   | 3     | ( 3⁄4 längd)  | 1:47.07 | Joel Rosario   |
| 7  | 22 december 2018 | Allowance                                     | Gulfstream Park  |            | 1 mile       | 1     | 1⁄2 längd     | 1:34.33 | Irad Ortiz Jr. |
| 8  | 26 januari 2019  | Pegasus World Cup Turf Invitational           | Gulfstream Park  | \|         | 1 3⁄16 miles | 1     | 2 1⁄2 längder | 1:54.59 | Irad Ortiz Jr. |
| 9  | 23 mars 2019     | Muniz Memorial Handicap                       | Fair Grounds     | \|\|       | 1 ⁄8 miles   | 1     | nos           | 1:50.44 | Irad Ortiz Jr. |
| 10 | 4 maj 2019       | Turf Classic Stakes                           | Churchill Downs  | \|         | 1 ⁄8 miles   | 1     | 1⁄2 längd     | 1:51.80 | Irad Ortiz Jr. |
| 11 | 8 juni 2019      | Manhattan Stakes                              | Belmont Park     | \|         | 1 ⁄4 miles   | 1     | 1 ⁄2 längder  | 1:58.11 | Irad Ortiz Jr. |
| 12 | 10 augusti 2019  | Arlington Million Stakes                      | Arlington Park   | \|         | 1 ⁄4 miles   | 1     | 3⁄4 längd     | 1:59.44 | Irad Ortiz Jr. |
| 13 | 2 november 2019  | Breeders' Cup Turf                            | Santa Anita Park | \|         | 1 ⁄2 miles   | 1     | huvud         | 2:24.73 | Irad Ortiz Jr. |

## Stamtavla
| Efter Giant's Causeway (USA) 1997 | Storm Cat (USA) 1983      | Storm Bird       | Northern Dancer               |
| Efter Giant's Causeway (USA) 1997 | Storm Cat (USA) 1983      | Storm Bird       | South Ocean                   |
| Efter Giant's Causeway (USA) 1997 | Storm Cat (USA) 1983      | Terlingua        | Secretariat                   |
| Efter Giant's Causeway (USA) 1997 | Storm Cat (USA) 1983      | Terlingua        | Crimson Saint                 |
| Efter Giant's Causeway (USA) 1997 | Mariah's Storm (USA) 1991 | Rahy             | Blushing Groom                |
| Efter Giant's Causeway (USA) 1997 | Mariah's Storm (USA) 1991 | Rahy             | Glorious Song                 |
| Efter Giant's Causeway (USA) 1997 | Mariah's Storm (USA) 1991 | Immense          | Roberto                       |
| Efter Giant's Causeway (USA) 1997 | Mariah's Storm (USA) 1991 | Immense          | Imsodear                      |
| Undan Beyond the Waves (USA) 1997 | Ocean Crest (USA) 1991    | Storm Bird       | Northern Dancer               |
| Undan Beyond the Waves (USA) 1997 | Ocean Crest (USA) 1991    | Storm Bird       | South Ocean                   |
| Undan Beyond the Waves (USA) 1997 | Ocean Crest (USA) 1991    | S S Aroma        | Seattle Slew                  |
| Undan Beyond the Waves (USA) 1997 | Ocean Crest (USA) 1991    | S S Aroma        | Rare Bouquet                  |
| Undan Beyond the Waves (USA) 1997 | Excedent (USA) 1985       | Exceller         | Vaguely Noble                 |
| Undan Beyond the Waves (USA) 1997 | Excedent (USA) 1985       | Exceller         | Too Bald                      |
| Undan Beyond the Waves (USA) 1997 | Excedent (USA) 1985       | Broadway Lullaby | Stage Door Johnny             |
| Undan Beyond the Waves (USA) 1997 | Excedent (USA) 1985       | Broadway Lullaby | Little Blessing (family 21-a) |

Bricks and Mortar är inavlad 3 × 3 till Storm Bird, vilket menas att han förekommer två gånger i den tredje generationen i stamtavlan.